# Battaglia di Bronkhorstspruit
La battaglia di Bronkhorstspruit (a volte chiamata anche azione di Bronkhorstspruit per via dell'esiguità dello scontro) è una schermaglia militare combattuta il 20 dicembre 1880 tra le truppe dell'Impero britannico e i ribelli boeri, fu l'evento che diede origine alla prima guerra boera.

## Svolgimento
In seguito all'autoproclamazione dell'autogoverno del Transvaal da parte dei boeri il 16 dicembre 1880 il governo coloniale britannico inviò a Pretoria il 94º reggimento di fanteria per tenere la situazione sotto controllo.
Una drappello di circa 250 boeri intercettò i soldati britannici invitandoli a tornare indietro: dopo il rifiuto del colonnello Anstruther i boeri, che, avvalendosi della copertura offerta dal terreno, si erano avvicinati non visti al nemico, aprirono immediatamente il fuoco impedendo ad Anstruther di far posizionare le truppe in schieramento di battaglia. In circa 15 minuti oltre la metà dei soldati inglesi cadde sotto il fuoco boero. Questo attacco improvviso convinse Anstruther ad arrendersi e il resto del suo reggimento fu preso prigioniero. Lo stesso Anstruther morì 10 giorni dopo in seguito alle ferite riportate nello scontro.